# Буців (хутір)
Буців — колишній хутір у Любарській волості Новоград-Волинського повіту Волинської губернії та Юрівській сільській раді Любарського району Житомирської та Бердичівської округ.

## Населення
Відповідно до перепису населення СРСР 17 грудня 1926 року, чисельність населення становила 30 осіб, з них, за статтю: чоловіків — 14, жінок — 16; за етнічним складом: українців — 30. Кількість домогосподарств — 7.

## Історія
Час заснування — невідомий. До 1917 року — хутір Любарської волості Новоград-Волинського повіту Волинської губернії. До червня 1925 року входив до складу Любарського району Житомирської округи. 17 червня 1925 року Любарський район перечислено до складу Бердичівської округи. На 17 грудня 1926 року числився у підпорядкуванні Юрівської сільської ради Любарського району Бердичівської округи. Відстань до центру сільської ради, села Юрівка — 2 версти, до районного центру, містечка Любар — 5 верст, до окружного центру, міста Бердичів — 63 версти, до найближчої залізничної станції, Печанівка — 16 верст.
Знятий з обліку до 1 жовтня 1941 року.